# Fernando Almeida de Oliveira
Fernando Almeida de Oliveira (Mairi, 18 de junho de 1978) é um ex-futebolista brasileiro que atuava como meia e volante.
Volante ofensivo e cobrador de faltas, destacou-se primeiramente jogando pelo Vitória, clube pelo qual foi revelado e por qual jogou profissionalmente de 1996 a 2002, fazendo mais de 200 partidas pelo rubro-negro, marcando um total de 42 gols. Alcançou status também no Japão, defendo por quatro temporadas o Kashima Antlers, totalizando 25 gols em 127 jogos pelo clube.
Após deixar o Kashima, passou ainda por outros times brasileiros e o exterior, como Cruzeiro, Al-Shabab, da Arábia Saudita, Atlético Paranaense e Al-Ahli, do Qatar, até retornar ao Vitória em 2010 e se aposentar no fim do mesmo ano.

## Carreira
Revelado pelo Vitória em 1996, foi rapidamente negociado com o Villareal no ano seguinte. Logo retornou ao time baiano para se tornar um dos principais responsáveis pelas conquistas de diversos títulos, como os Campeonatos Baianos de 1999, 2000 e 2002 e a Copa do Nordeste de 1999. Além da campanha do rubro-negro no Brasileirão de 1999, no qual o time ficou em terceiro colocado.
Em 2003, foi vendido ao Kashima Antlers, onde ficou por cinco anos. Voltou ao Brasil para jogar pelo Cruzeiro em 2007. Não teve muitas oportunidades no time mineiro e foi para o Al-Shabab no ano seguinte. Voltou novamente ao Brasil para disputar o Brasileirão de 2008 pelo Atlético-PR e em 2009 teve breve passagem pelo Al-Ahli, do Qatar.
Em abril de 2010, após um período de testes na Toca, Fernando assinou seu retorno ao Vitória para a temporada. No entanto, amargou a reserva ao longo da temporada e foi dispensado no final do ano.

## Títulos
Vitória
- Campeonato Baiano: 1996, 1999, 2000, 2002 e 2010
- Copa do Nordeste: 1999 e 2010

Kashima Antlers
- Copa do Leste Asiático 2003